# Sukiya (chaîne de restaurant)
Sukiya (すき家 en japonais) est une  chaîne de restaurants japonais spécialisée dans le gyūdon (bol de bœuf). Plus grande enseigne de gyūdon au Japon, elle exploite plus de 2 000 restaurant au Japon et possède 650 succursales dans toute l'Asie et l'Amérique latine. Le propriétaire de Sukiya, Zensho Holdings, est coté à la Bourse de Tokyo et a réalisé un chiffre d'affaires de 511 milliards de yens en 2016.
Son slogan, parfois imprimé en anglais à l'extérieur du restaurant, est « Gagnez du temps et de l'argent » ("Save Time and Money). Outre les bols de bœuf, Sukiya propose également une grande variété d'autres plats dont plusieurs à base de curry.

## Histoire

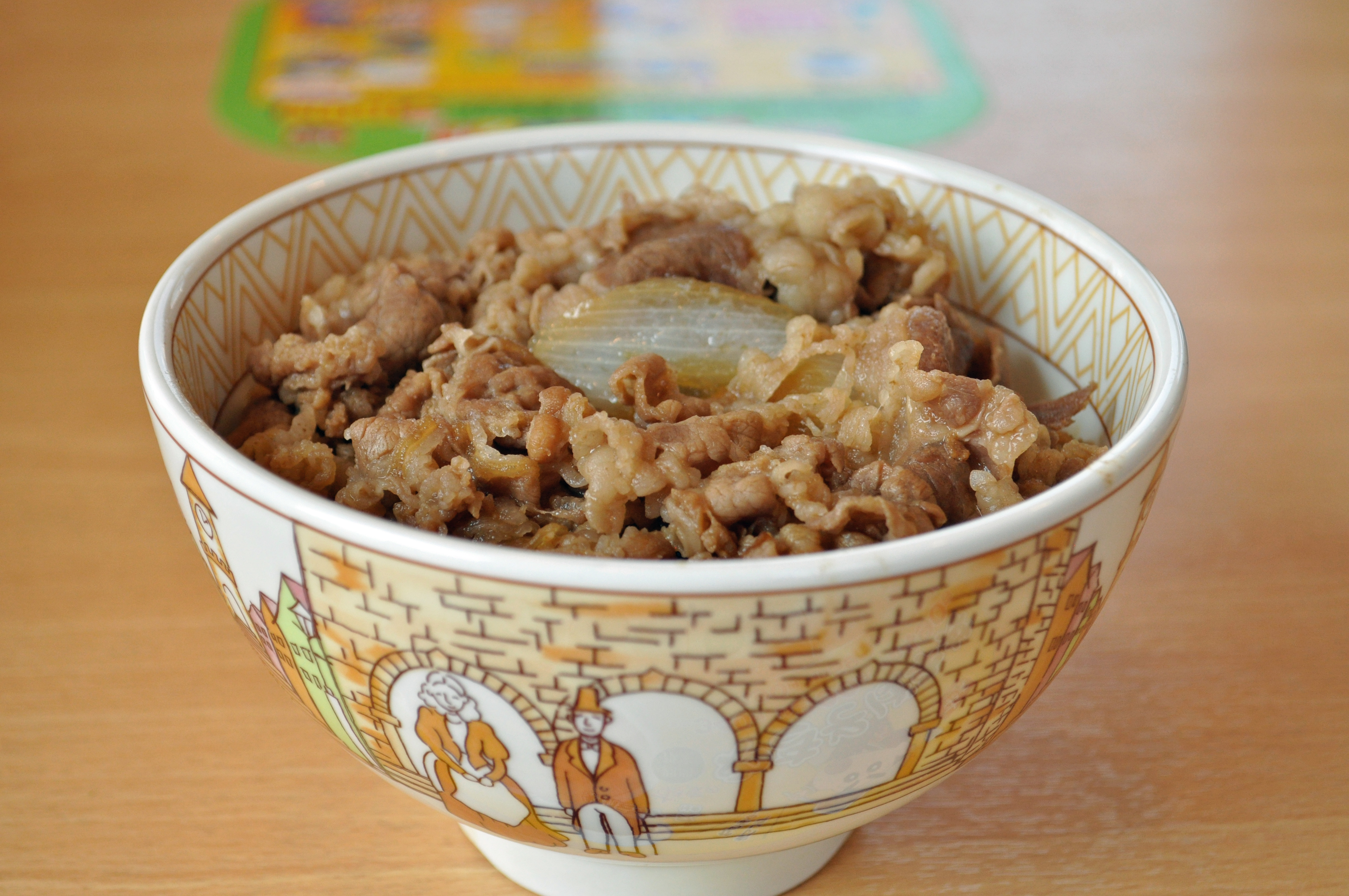
Le Gyūdon est le produit emblématique de Sukiya

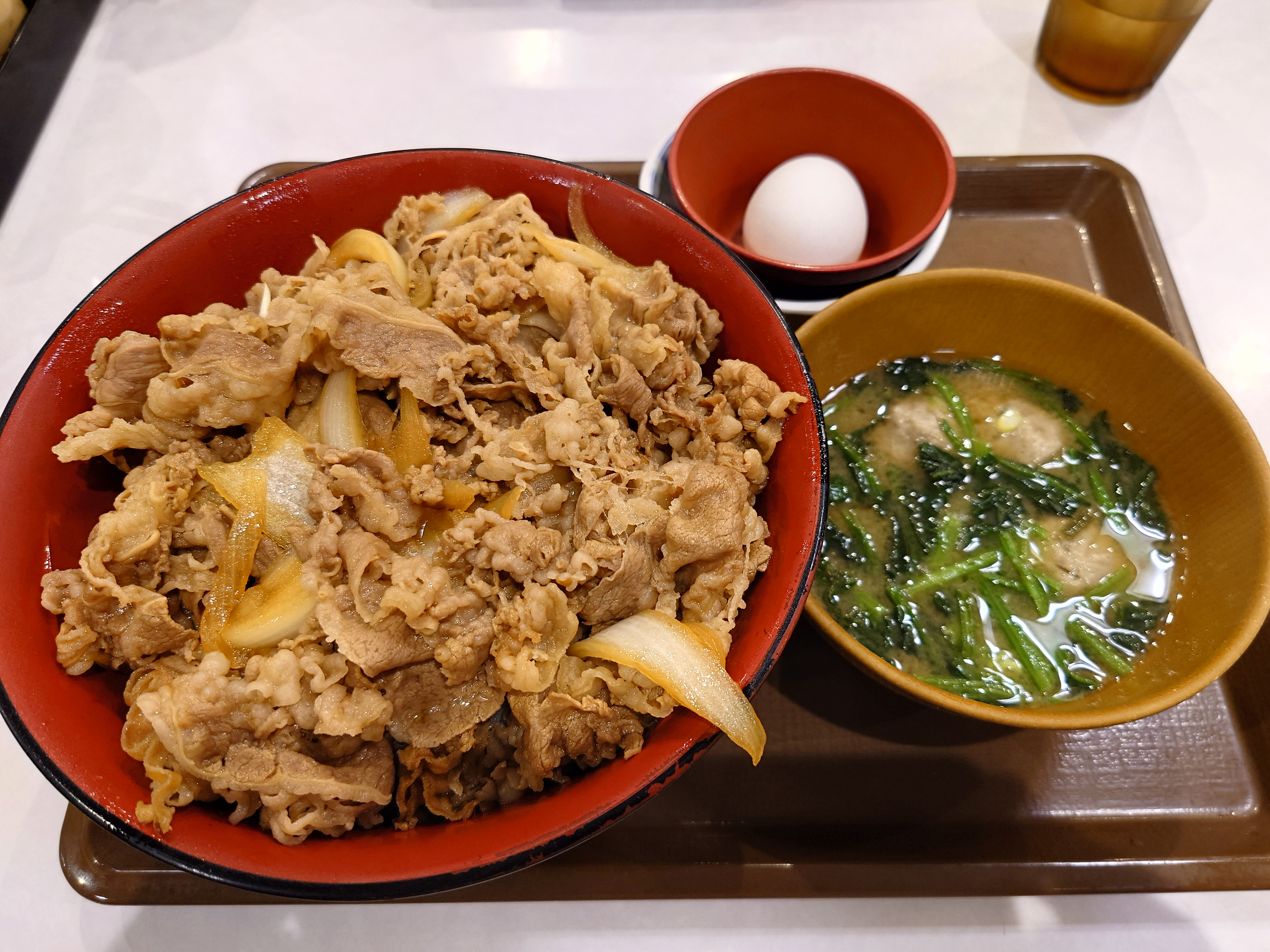
Un repas gyūdon typique, servi avec soupe miso et un oeuf, composant un petit déjeuner traditionnel

Le premier restaurant Sukiya a ouvert en 1982 à Yokohama, dans la préfecture de Kanagawa. Il a été fondé par Kentarō Ogawa (小川賢太郎), qui travaillait chez Yoshinoya, un autre restaurant de gyūdon. Ogawa est également le fondateur de Zensho Holdings, propriétaire de Sukiya.
Contrairement à son concurrent Yoshinoya, Sukiya n'a pas cessé de servir du gyūdon pendant l'interdiction de 2004 sur les importations de bœuf américain, optant plutôt pour du bœuf importé d'Australie. En réponse au butadon de Yoshinoya (bol de porc, un substitut du gyūdon), Sukiya a commencé à servir sa propre version, le tondon.
Le 28 mai 2011, le premier restaurant Sukiya a été ouvert à Bangkok, en Thaïlande.
Le 11 septembre 2013, un restaurant Sukiya a ouvert ses portes à Mexico, le premier au Mexique. Le restaurant Zona Rosa offre un service 24h/24 et 7j/7.
Le 3 juillet 2014, un restaurant Sukiya a été inauguré à Taipei, devenant ainsi le premier Sukiya de Taiwan.
Le 1er juillet 2016, une Sukiya a été ouverte à Ho Chi Minh-Ville, au Vietnam.
Controverse
Le 31 mars 2025, Sukiya a imposé une fermeture d'une semaine de ses 2 000 magasins au Japon pour nettoyage après qu'il a été révélé qu'il avait servi des aliments contaminés par des parasites à deux reprises, notamment un rat qui était entré dans un réfrigérateur et avait été inclus dans une soupe miso servie à un client à Tottori et un cafard qui a été découvert dans l'un de ses points de vente à Tokyo.

## Emplacements

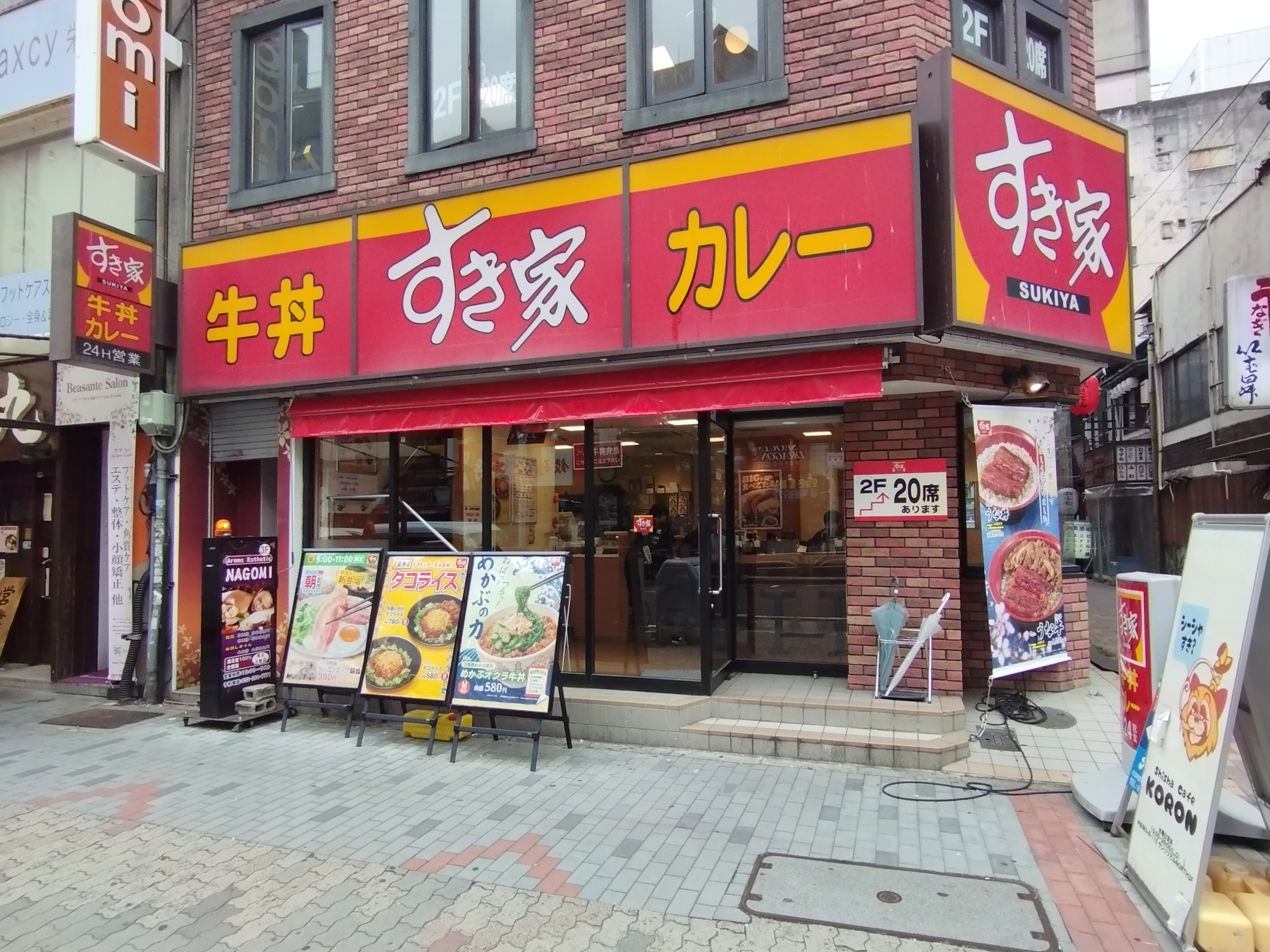
Magasin Sukiya à Nagoya, Japon

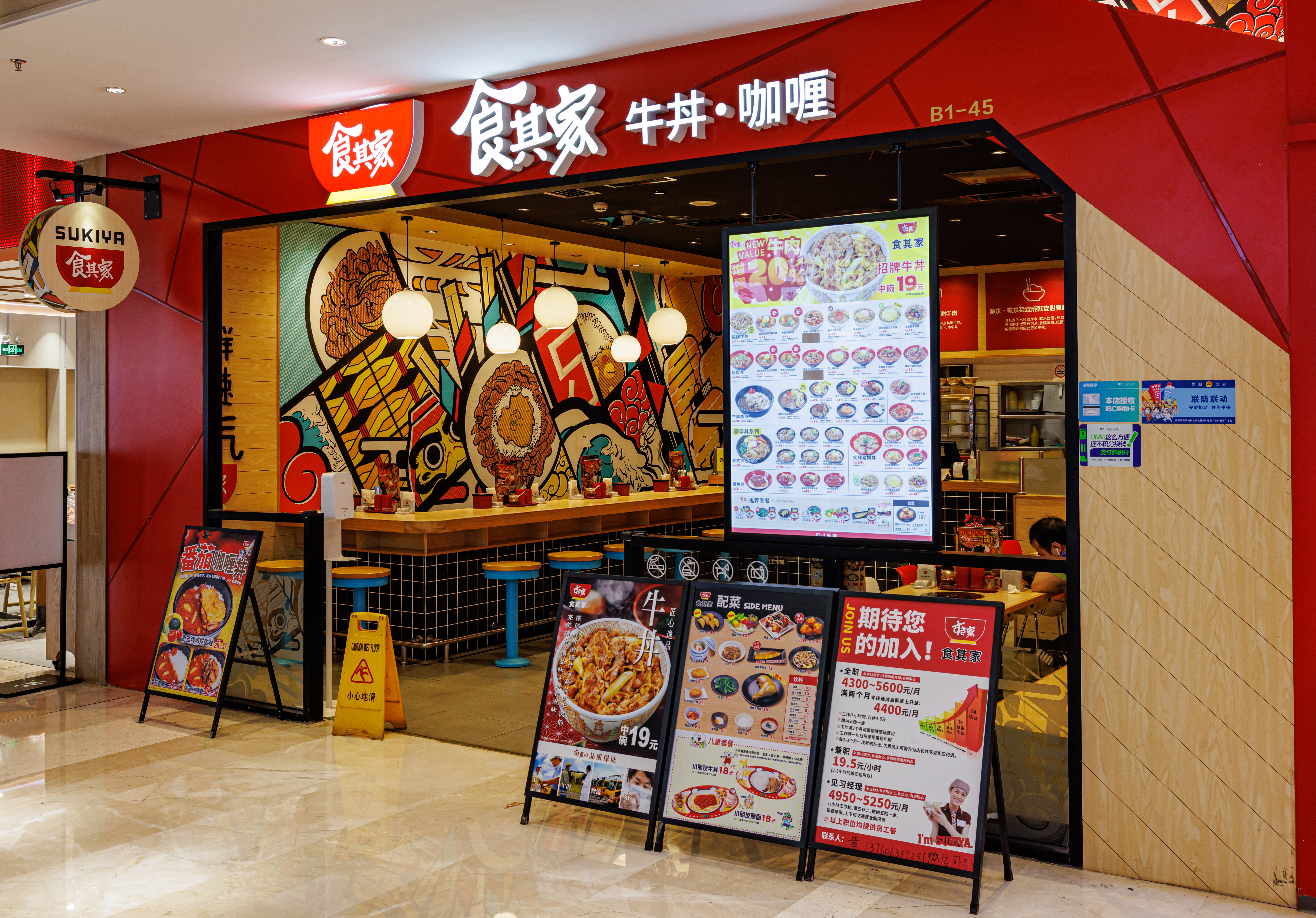
Magasin Sukiya à Shenzhen, Chine

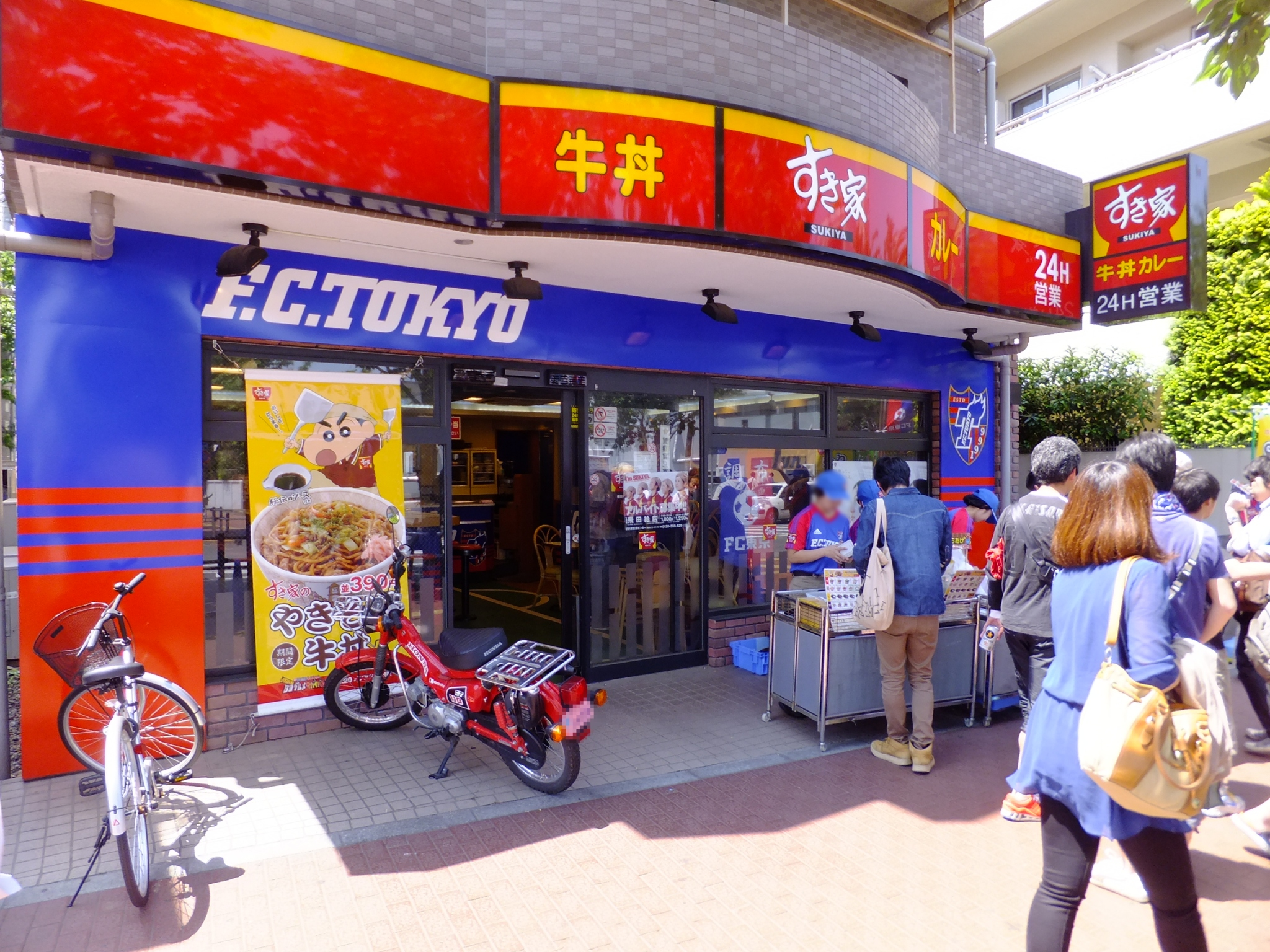
Magasin Sukiya à Tokyo, Japon

| Pays        | Restaurents | Notes |
| ----------- | ----------- | --- |
| Japon       | 2 333       | dans les 47 préfectures du Japon en 2017 |
| Chine       | 296         | En 2014, environ la moitié des sites se trouvent à Shanghai |
| Taïwan      | 66          | 28 à Taipei, 17 à New Taipei, 9 à Taichung, 8 à Taoyuan, 3 à Hsinchu et 1 à Keelung. |
| Brésil      | 29          | 24 à São Paulo, 1 à Mogi das Cruzes, 1 à Santo André, 1 à São Bernardo do Campo, 1 à São José dos Campos, 1 à Guarulhos, 1 à Sorocaba |
| Mexique     | 22          | 18 à Mexico, 2 à Toluca et 2 à Querétaro |
| Thaïlande   | 39          | 21 à Bangkok, 8 à Chonburi, 4 à Nonthaburi, 2 à Rayong, 1 à Ayutthaya, 1 à Nakhon Pathom, 1 à Nakhon Ratchasima et 1 à Pathum Thani. |
| Malaisie    | 18          | 6 à Kuala Lumpur, 5 à Selangor, 3 à Johor Bahru, 2 à Melaka, 1 à Putrajaya, 1 à Kedah. |
| Indonésie   | 13          | 8 à Jakarta, 2 à Tangerang, 1 à Tangerang Sud et 1 à Depok. |
| Hong Kong   | 9           | 1 à Kowloon Bay, 1 à Lok Fu, 1 à Mong Kok, 1 à Tseung Kwan O, 1 à Quarry Bay, 1 à Tsim Sha Tsui, 1 à Wan Chai, 1 à Whampoa, 1 à Yau Ma Tei, 1 à Tiu Keng Leng, 1 à Po Lam et 1 à Ma On Shan                                                        |
| Singapour   | 15          | Situé au 313@somerset, Century Square, Changi City Point, City Square Mall, Funan, Heartland Mall, Jewel Changi Airport, Marina Square, Plaza Singapura, Seletar Mall. Sengkang Grand Mall, Square 2, Suntec City, Waterway Point et Woods Square. |
| Vietnam     | 18          | 16 situés à Hô Chi Minh-Ville et 2 dans la province de Bình Dương. |
| Philippines | 4           | 1 situé à Manille (SM City), 1 à Makati, 1 à Mandaluyong ( SM Megamall ) et 1 à Quezon City (Waltermart North Edsa). |

## Photos des produits
Gyūdon

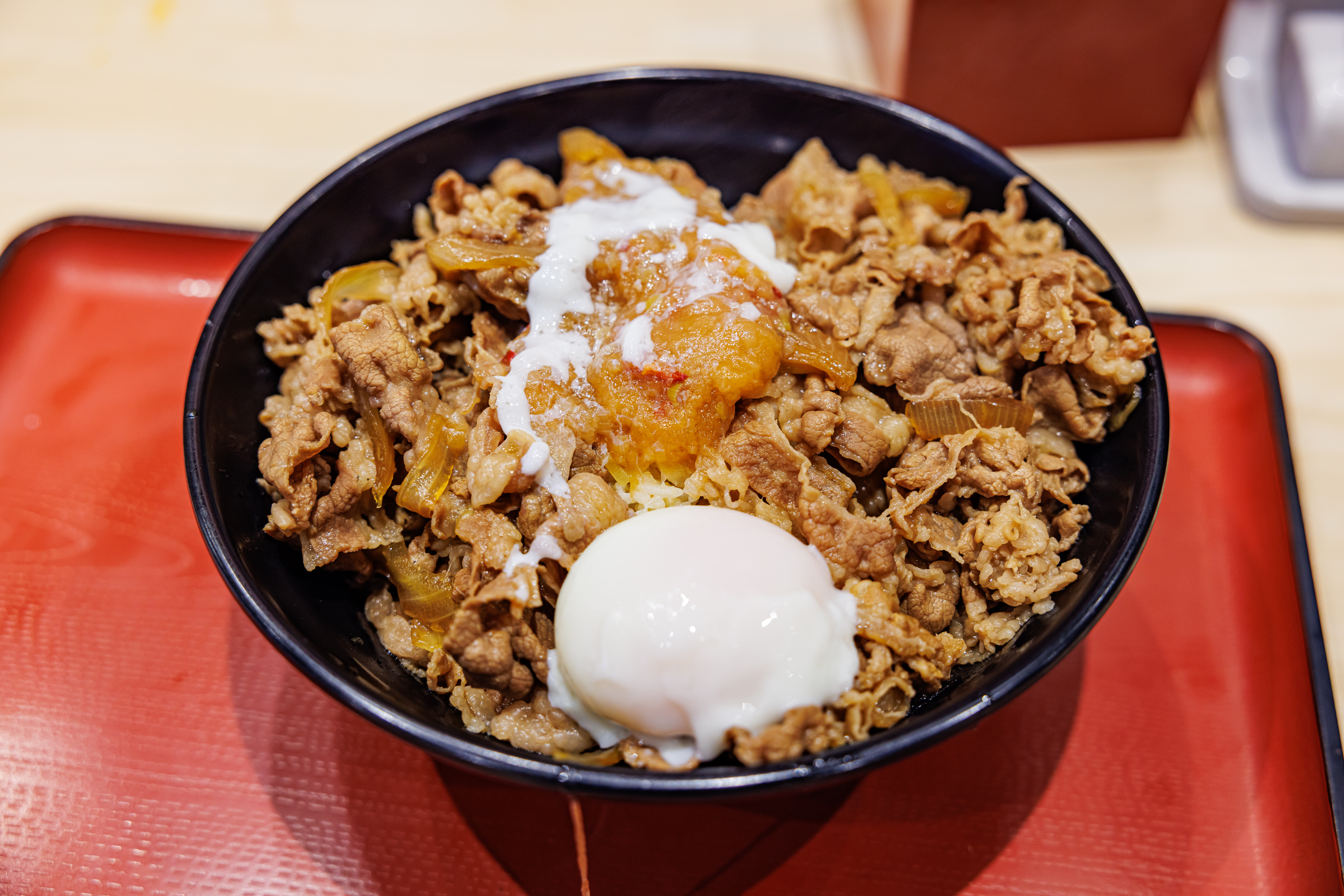
Avec œuf poché
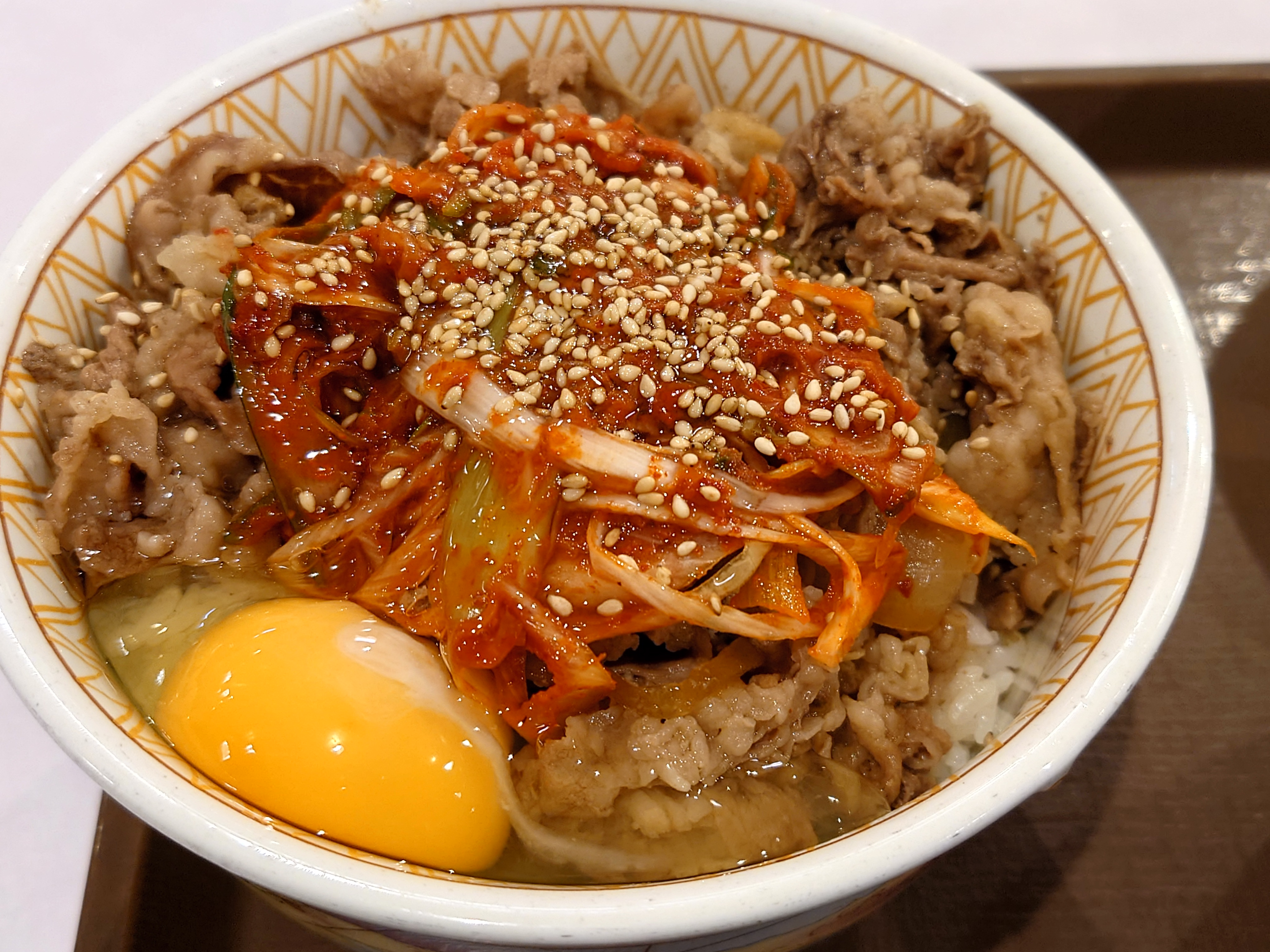
Avec du kimchi et des œufs crus
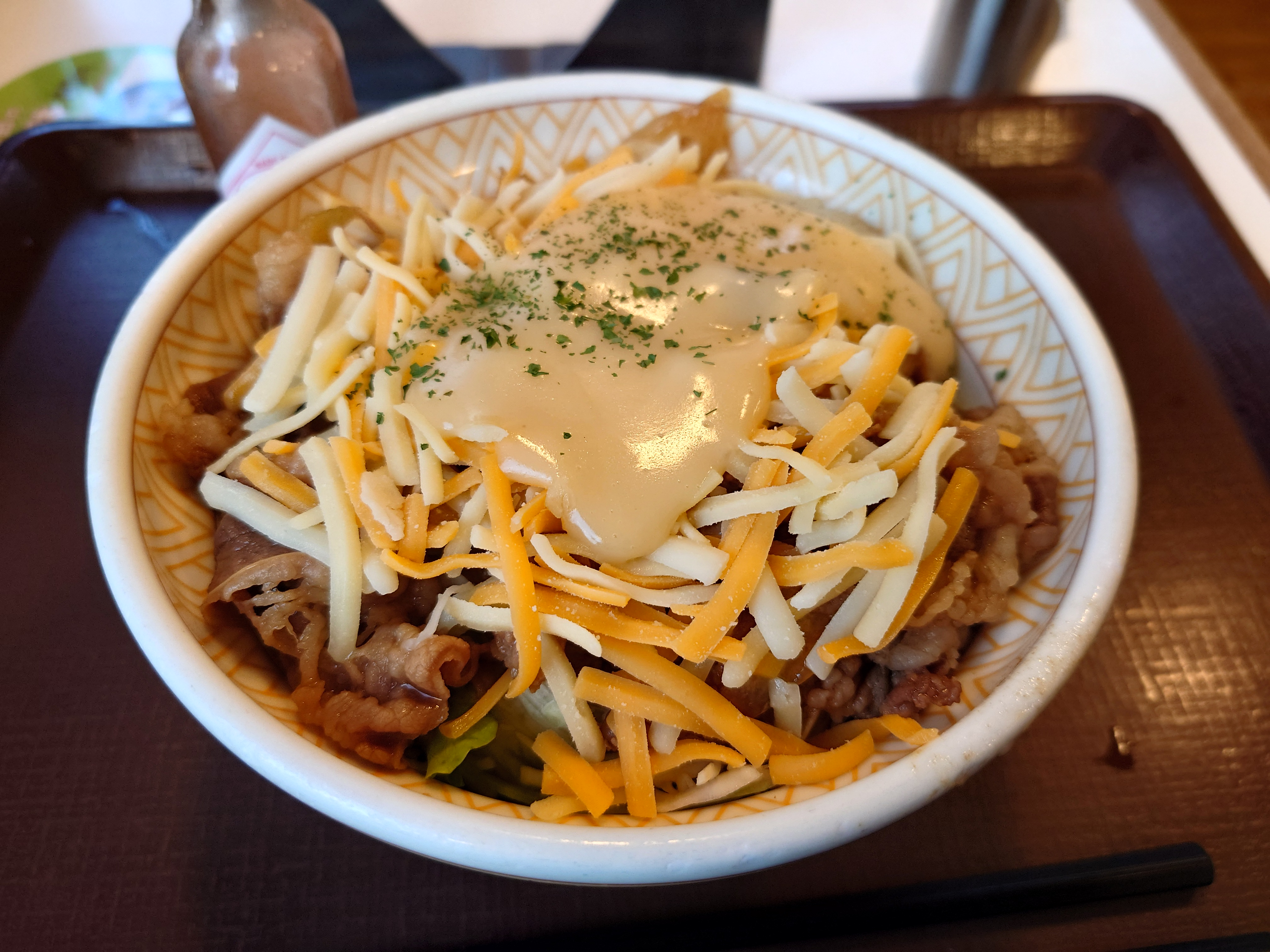
Avec du fromage
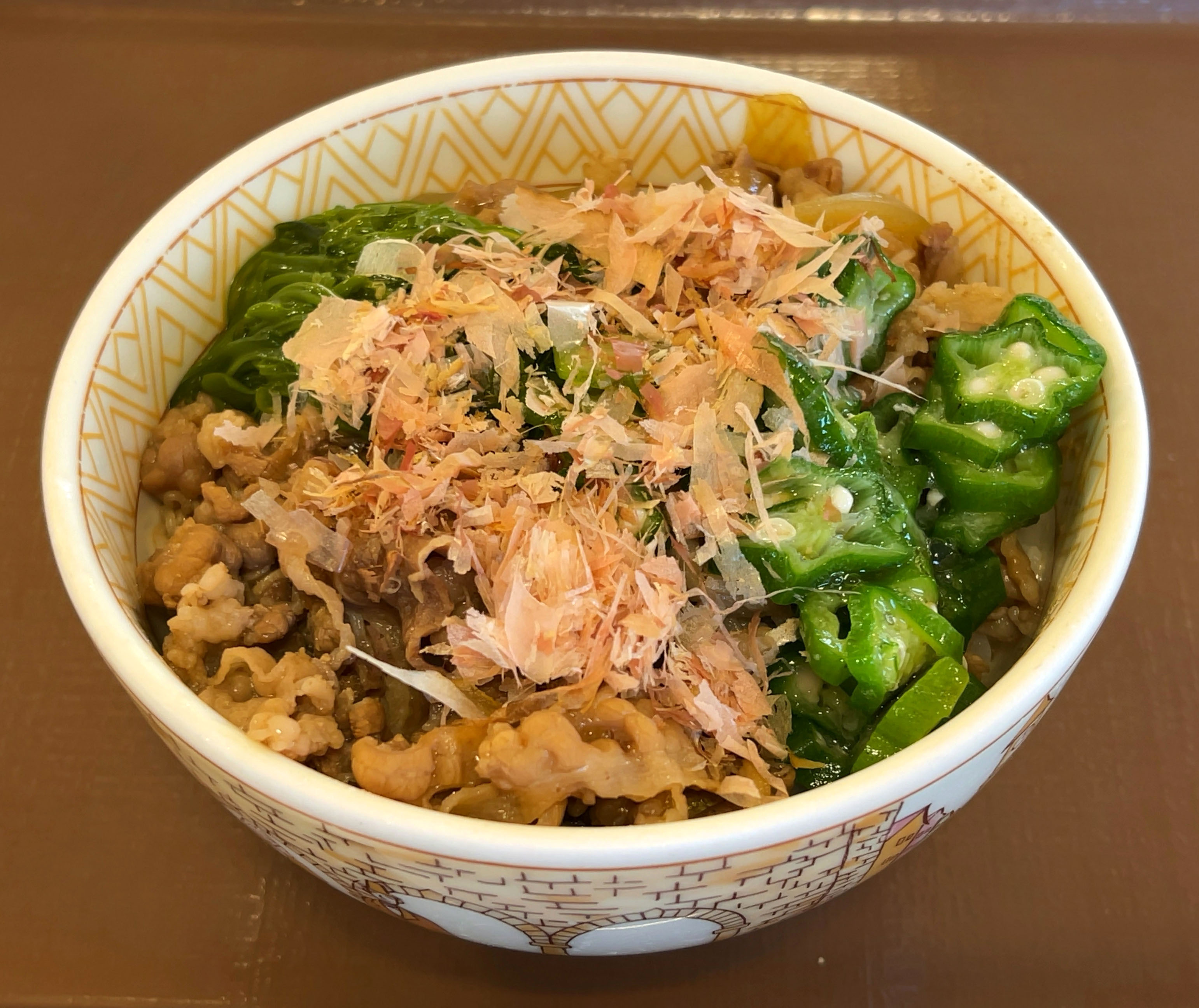
Avec du gombo et du katsuobushi
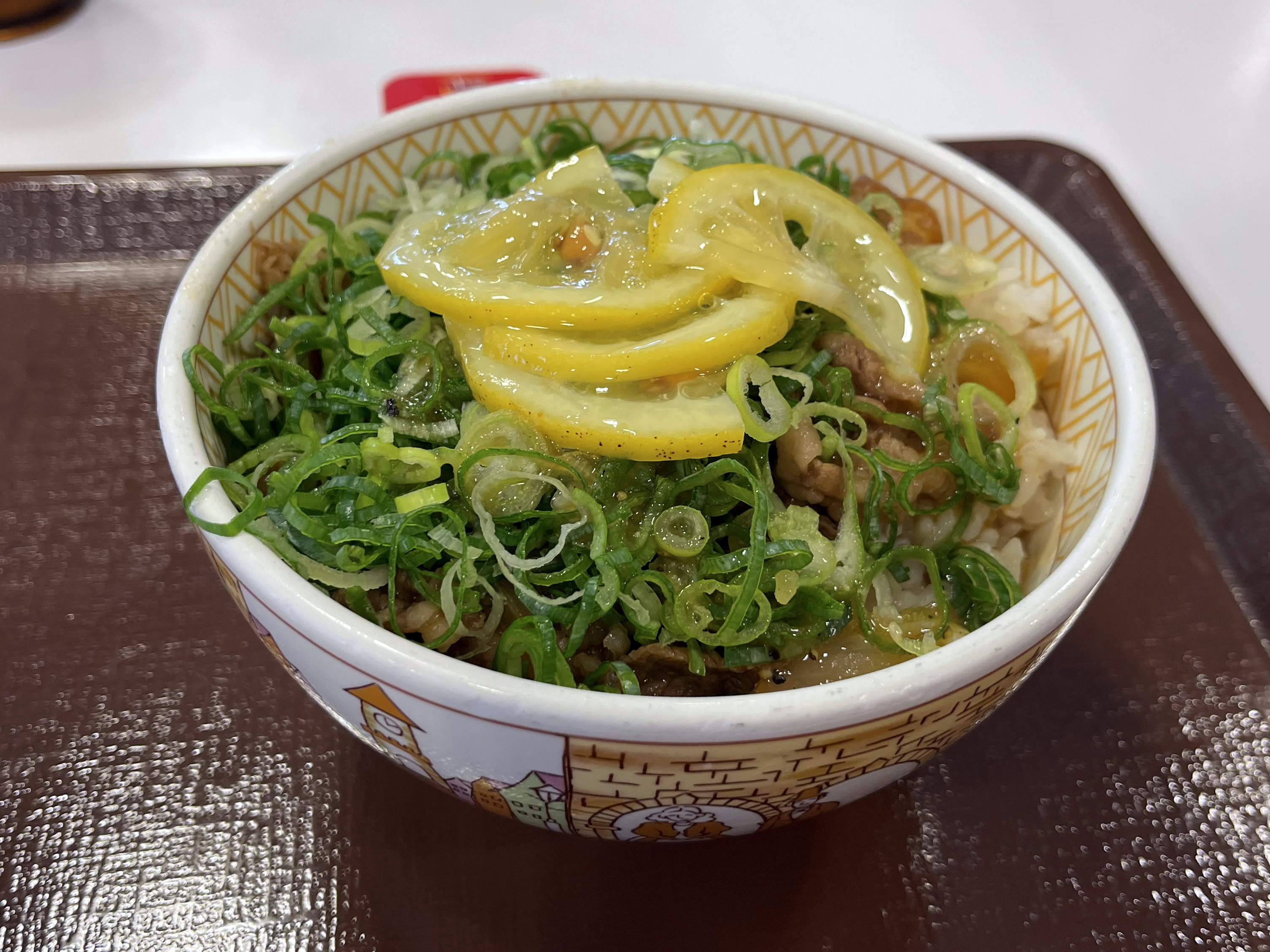
Avec du negi et du citron
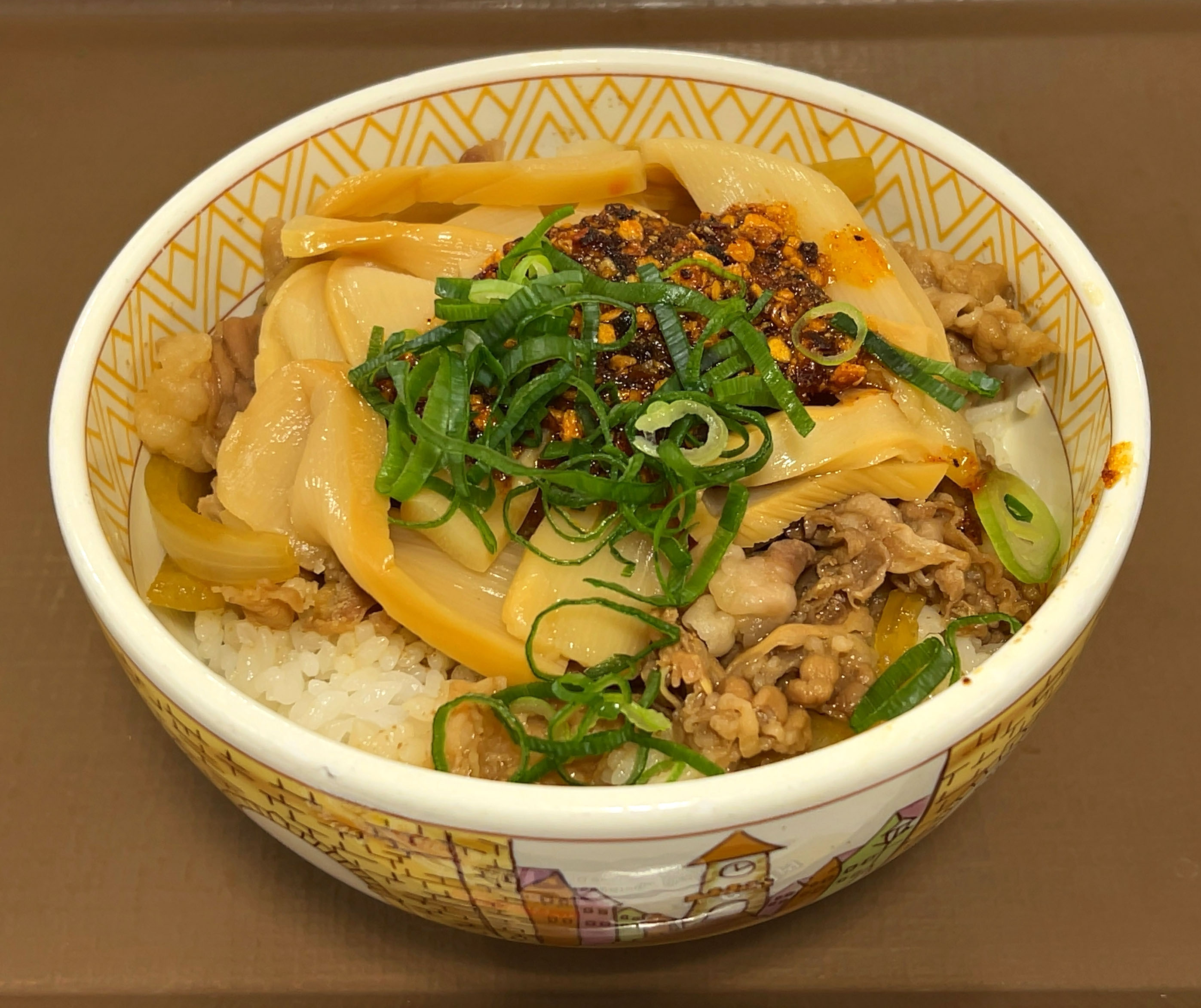
Avec du menma et de l'huile de piment
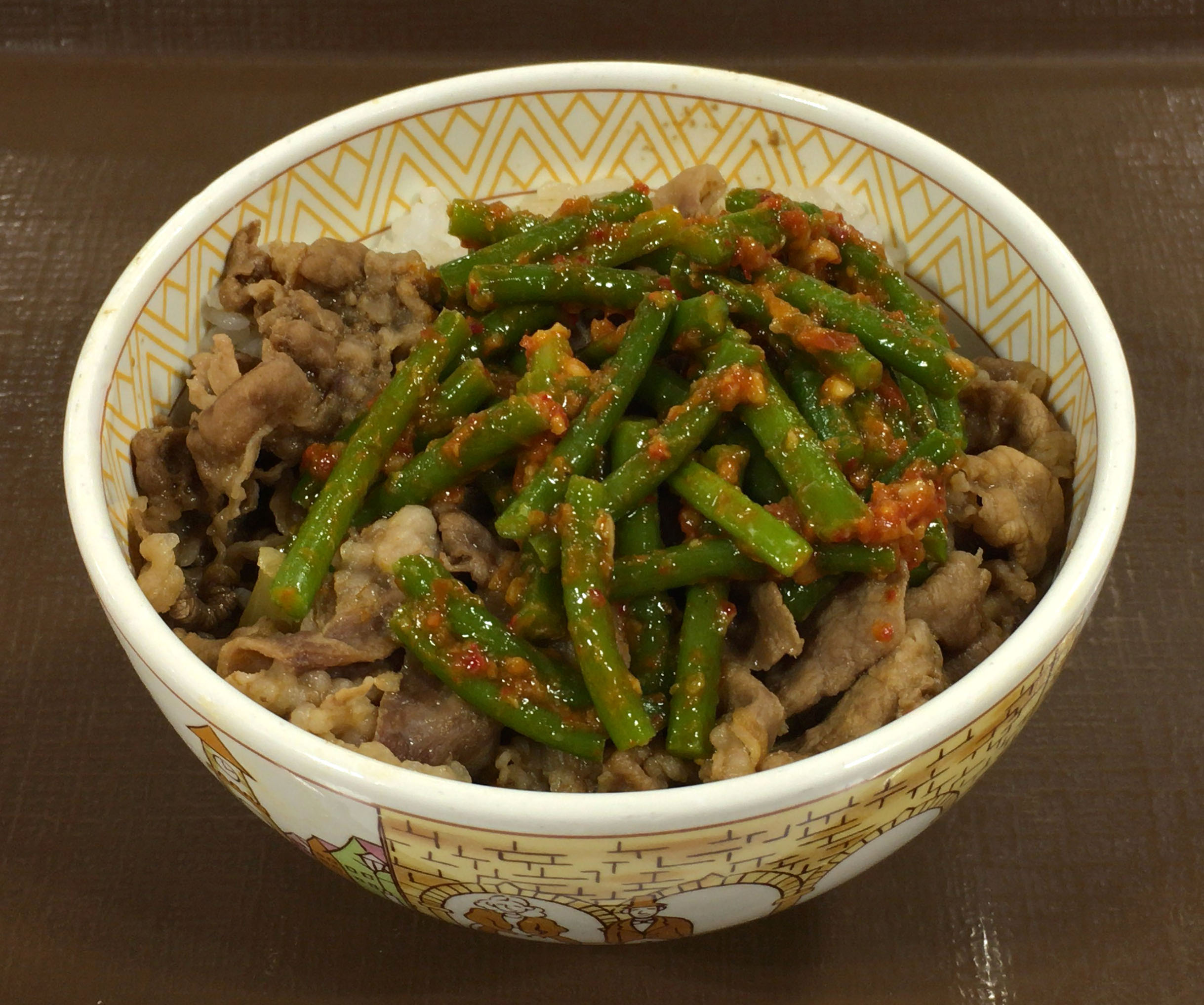
Avec des pousses d'ail
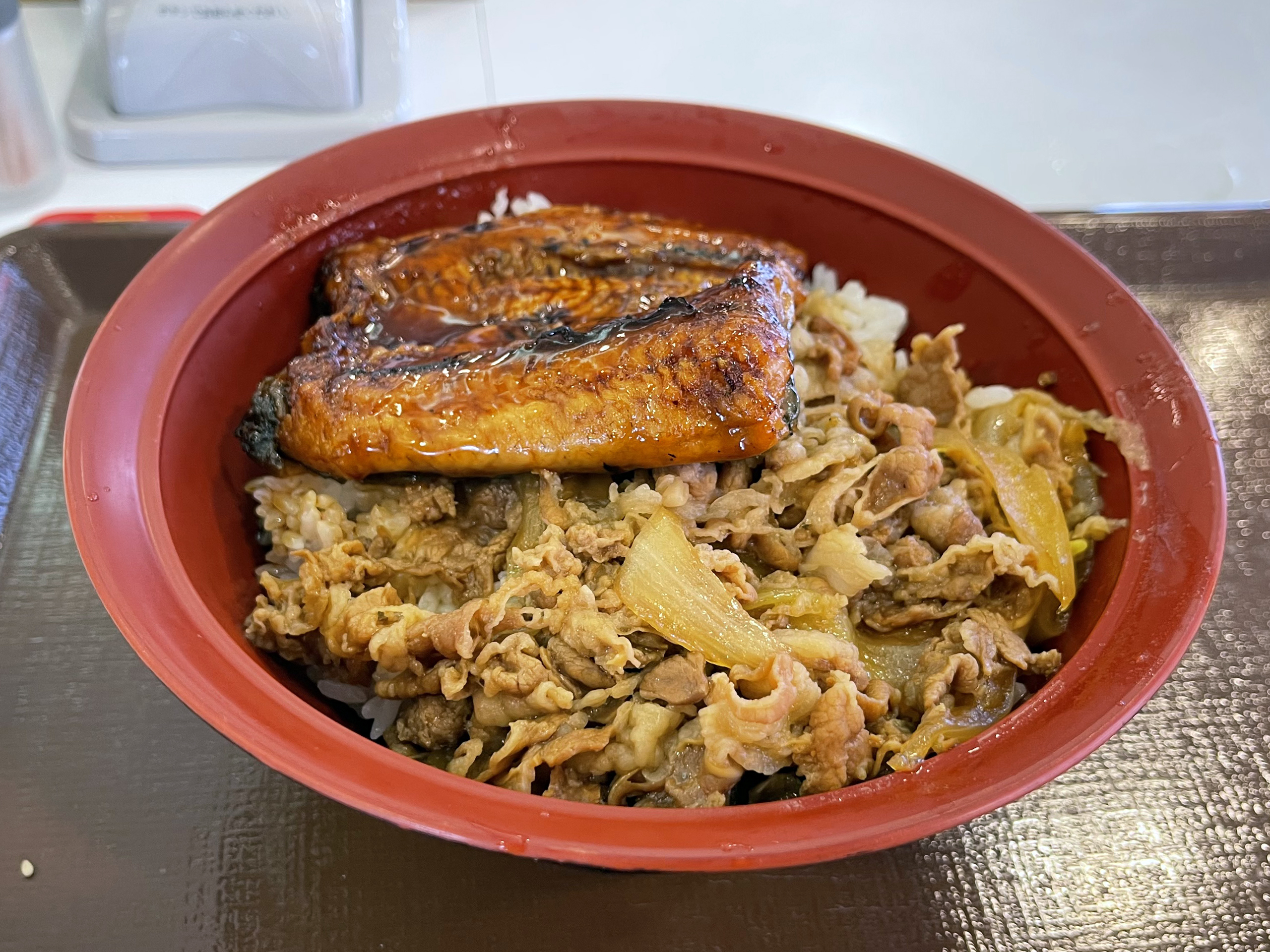
Avec unagi

Autres aliments

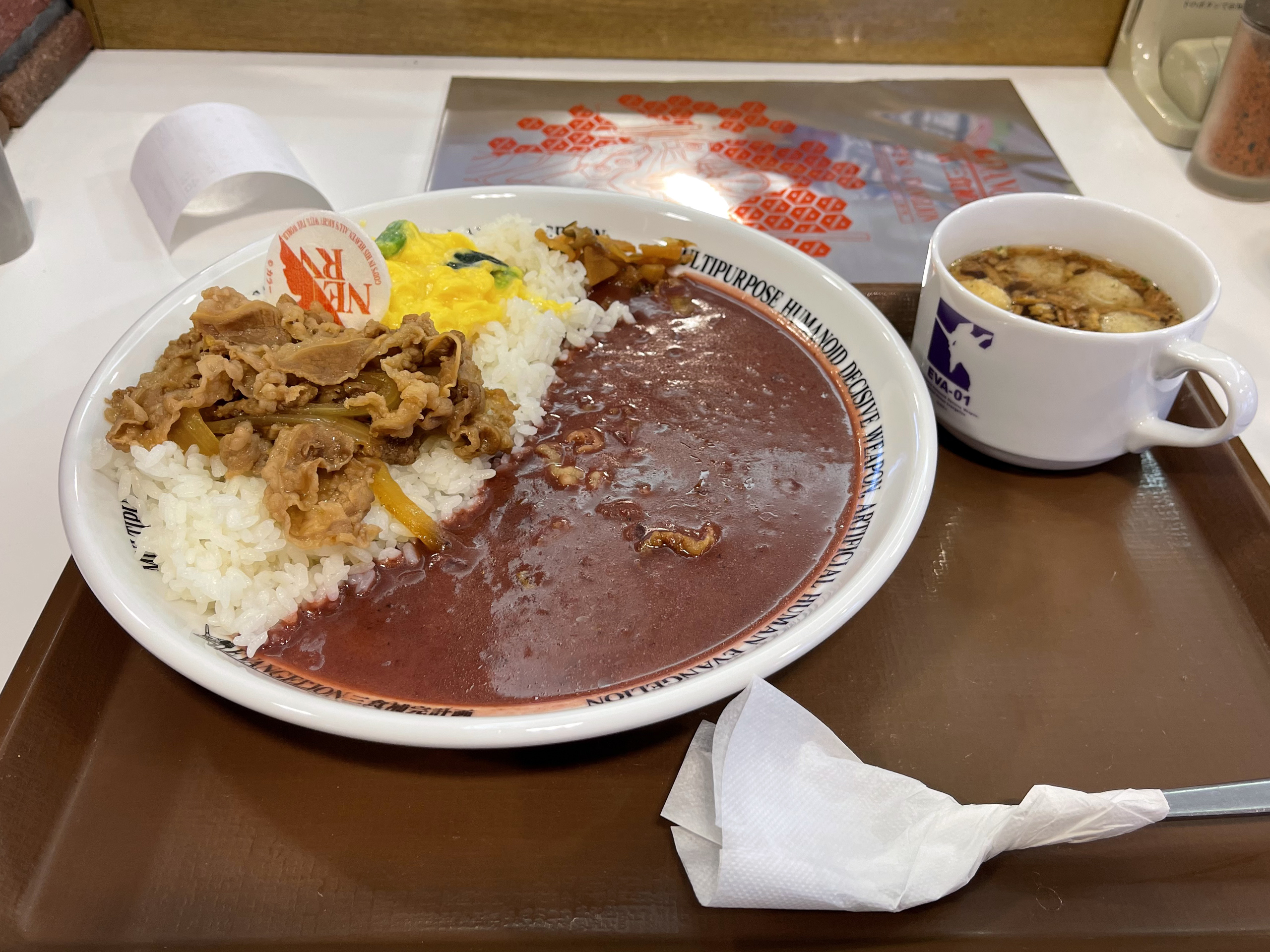
Curry de bœuf avec omelette
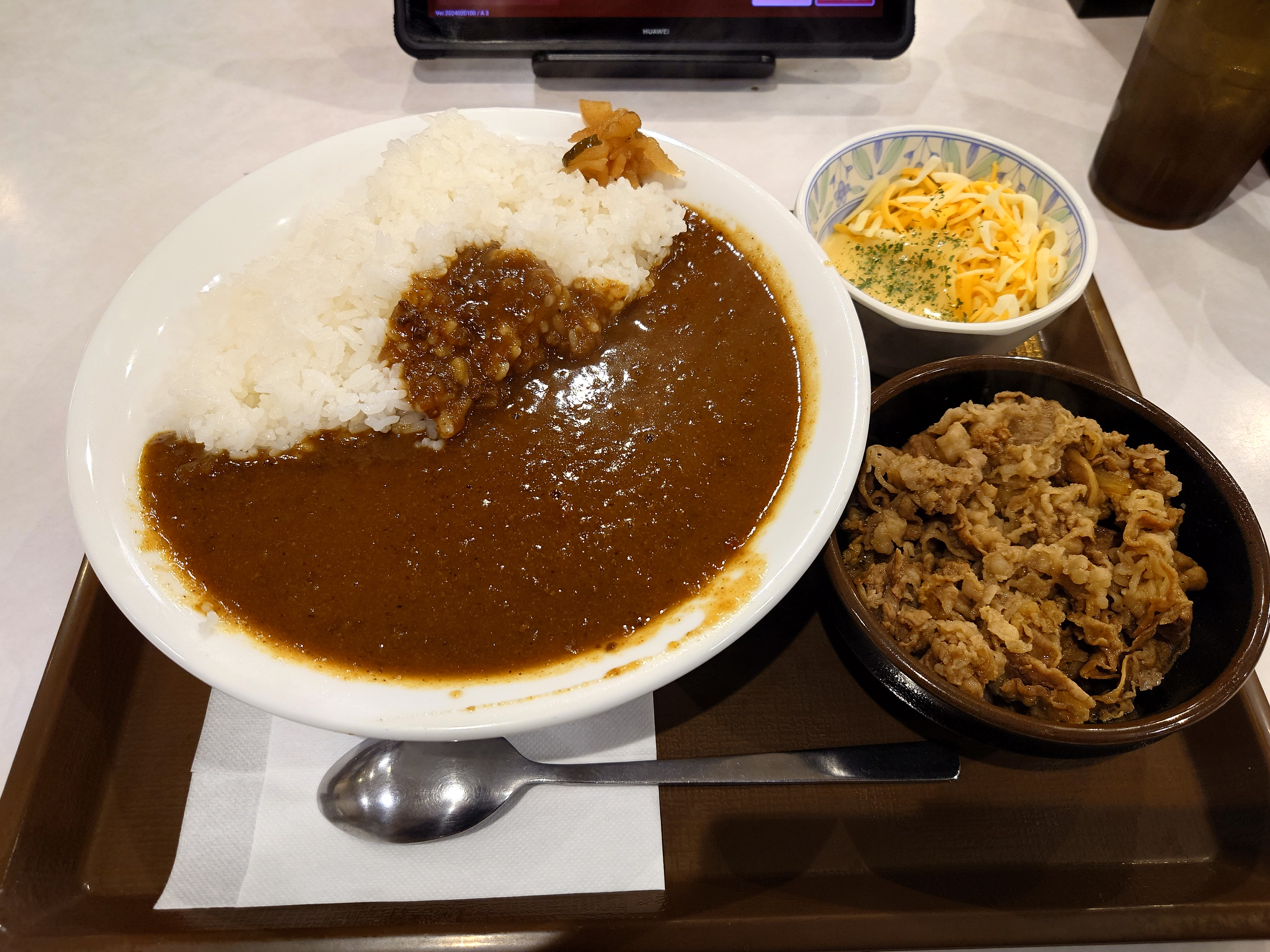
Curry de bœuf au fromage
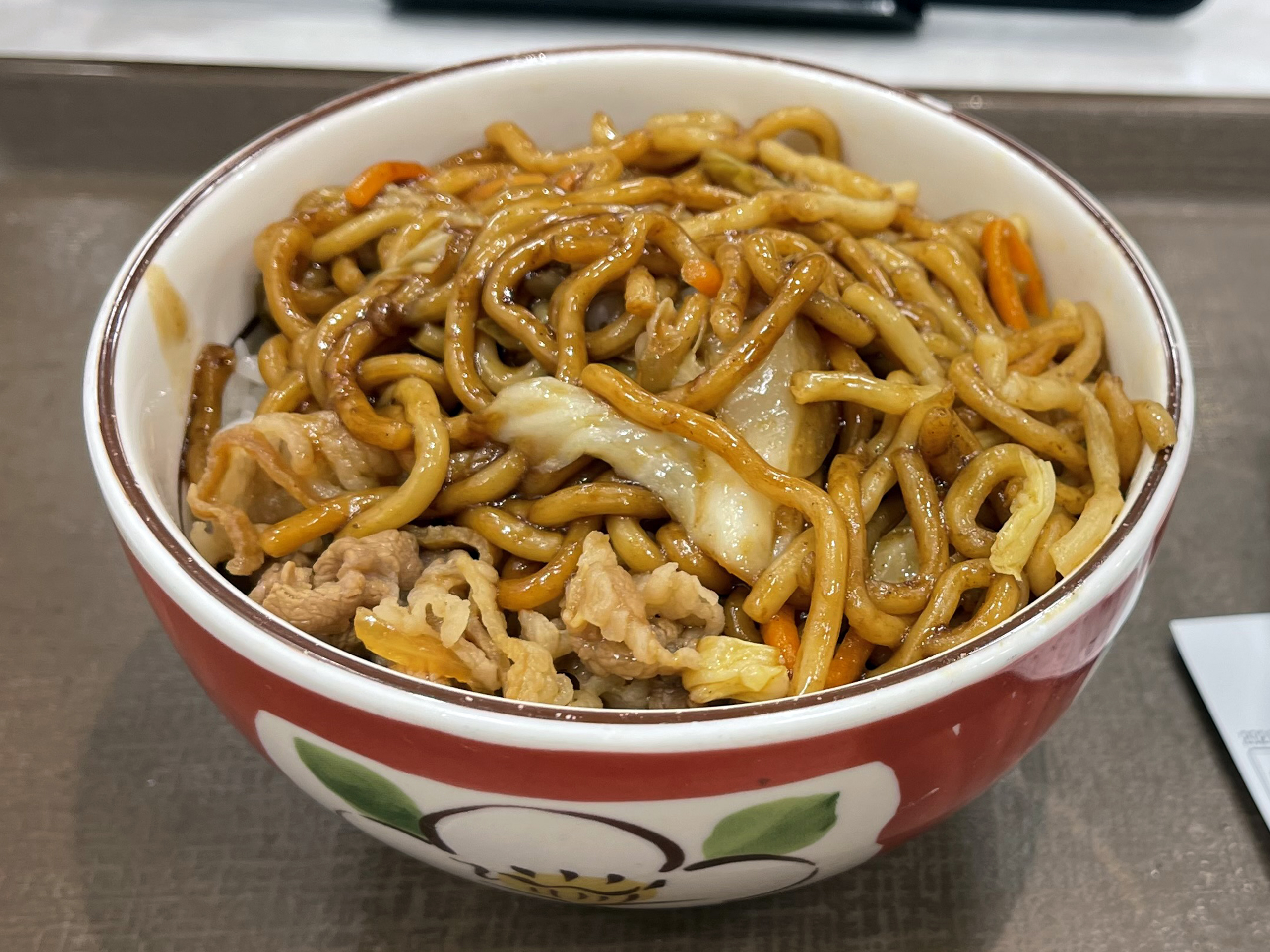
Yakisoba au bœuf
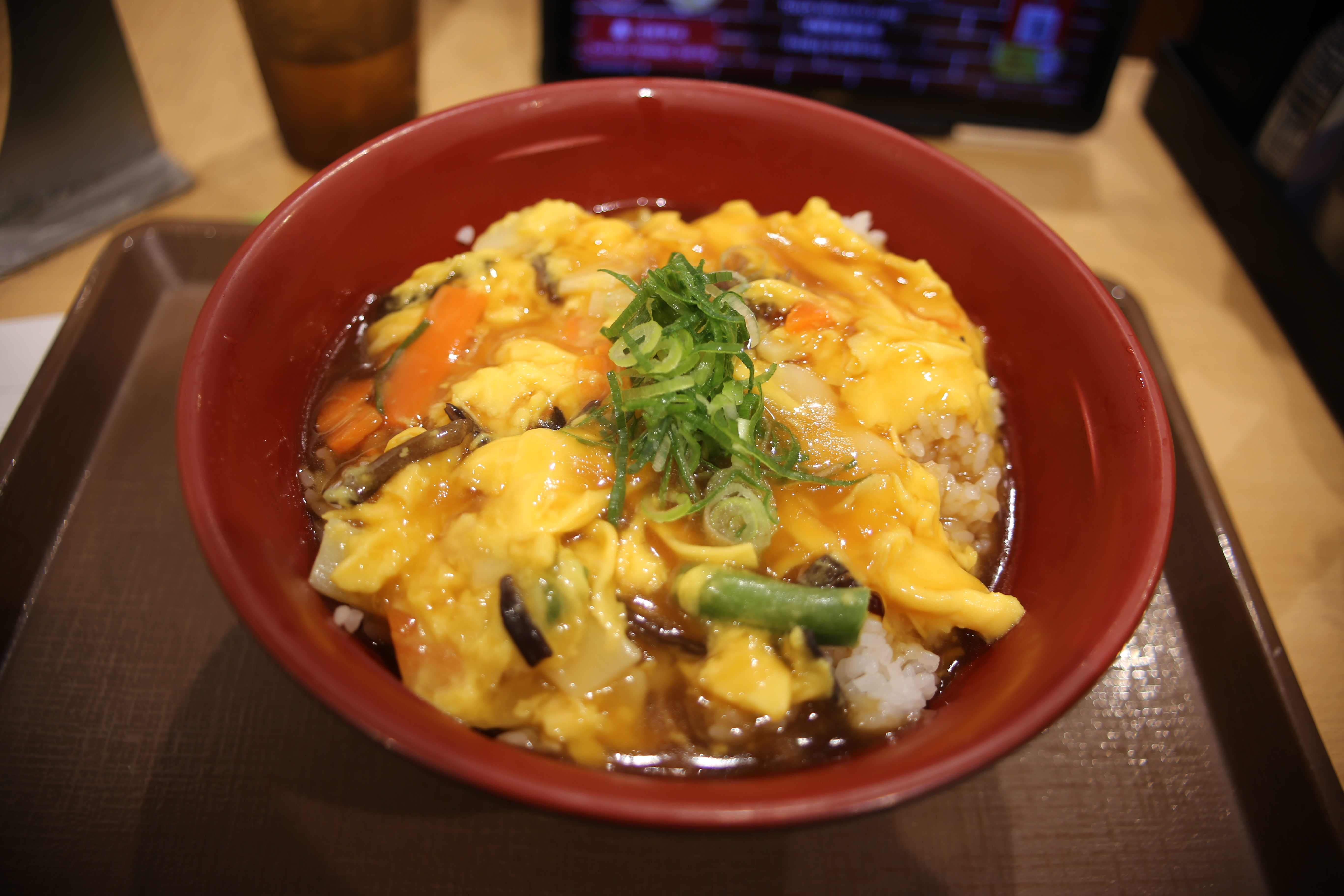
Tenshindon
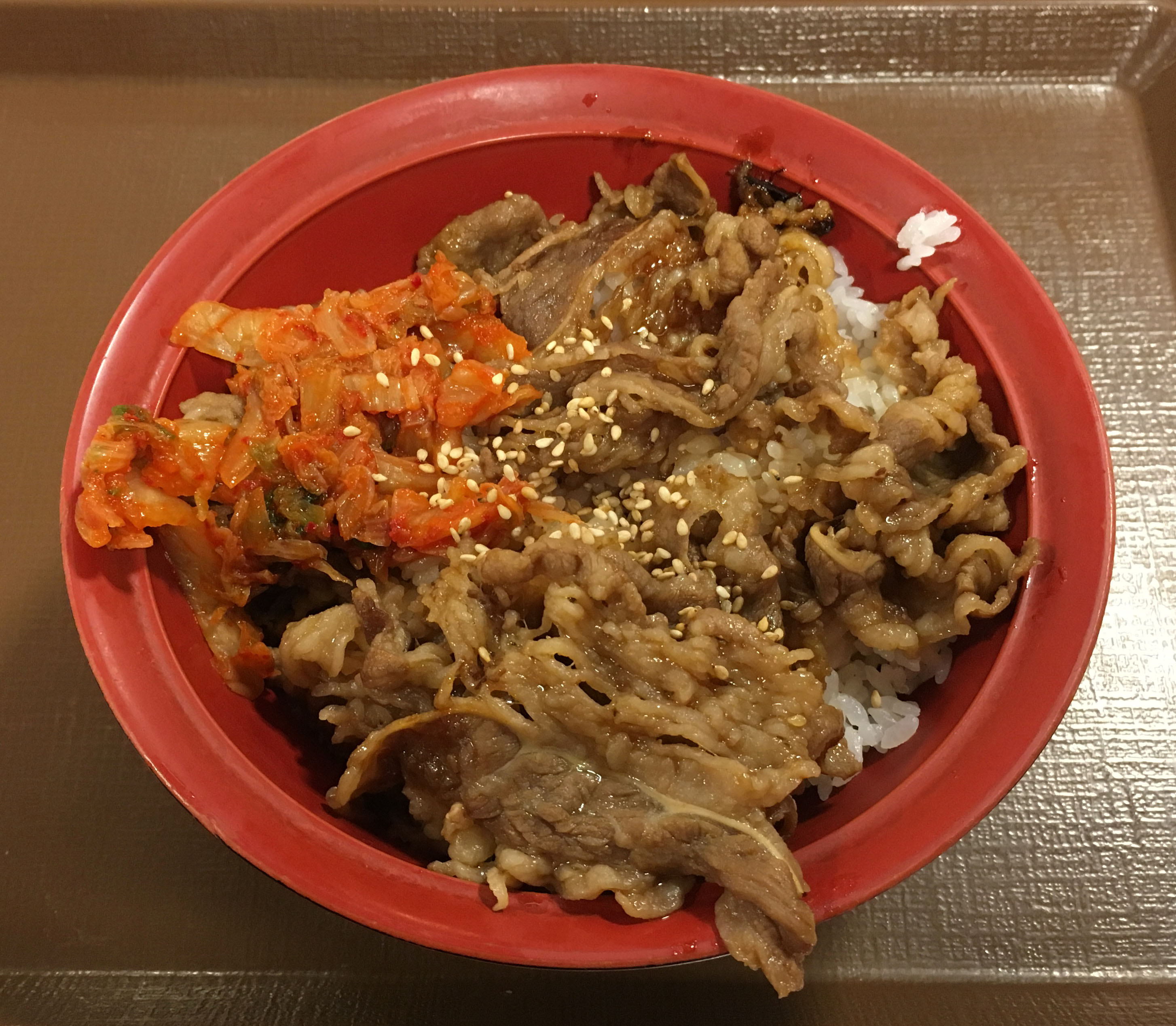
Bol de galbi au bœuf et au kimchi
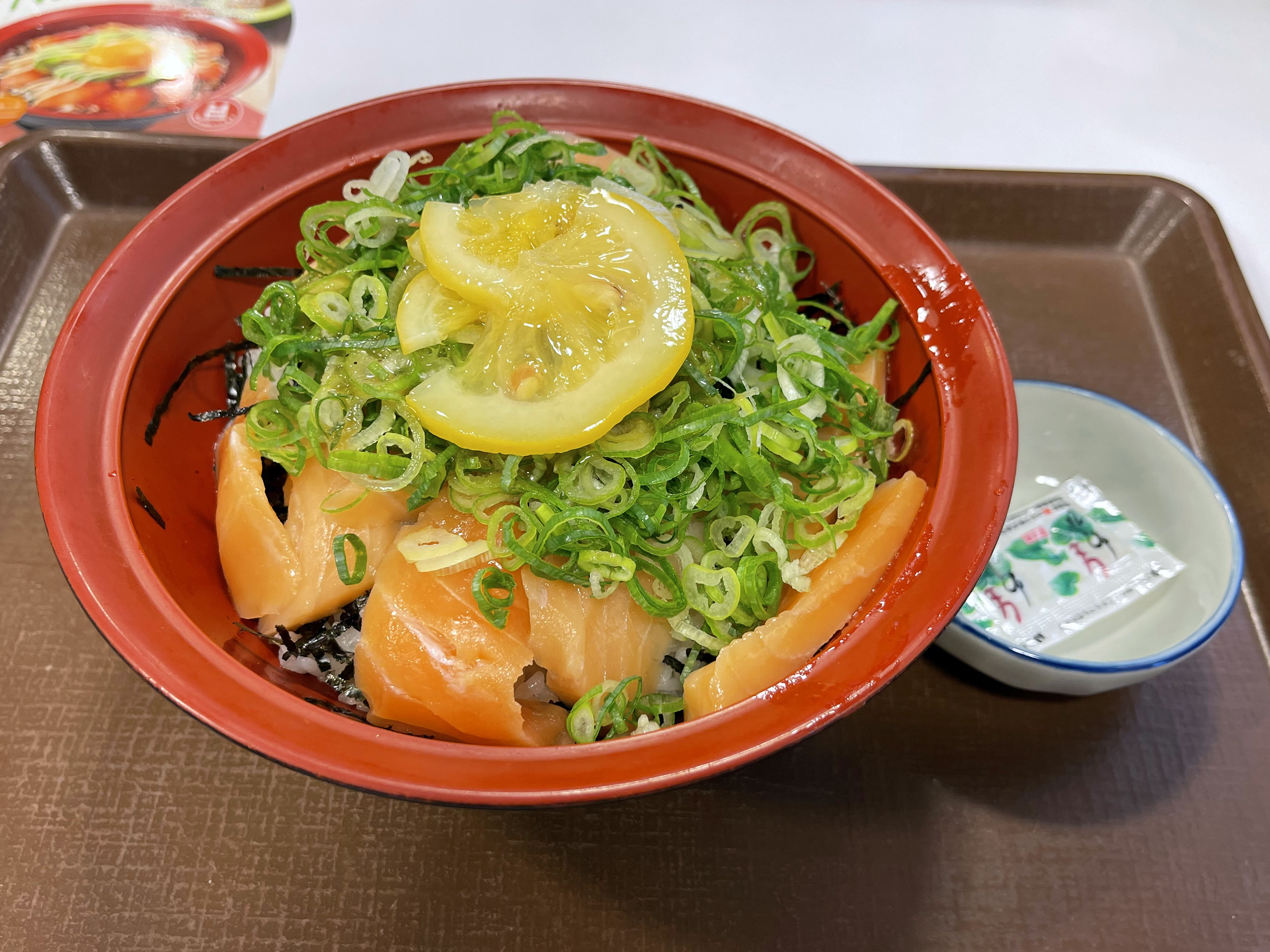
Bol de saumon au citron salé
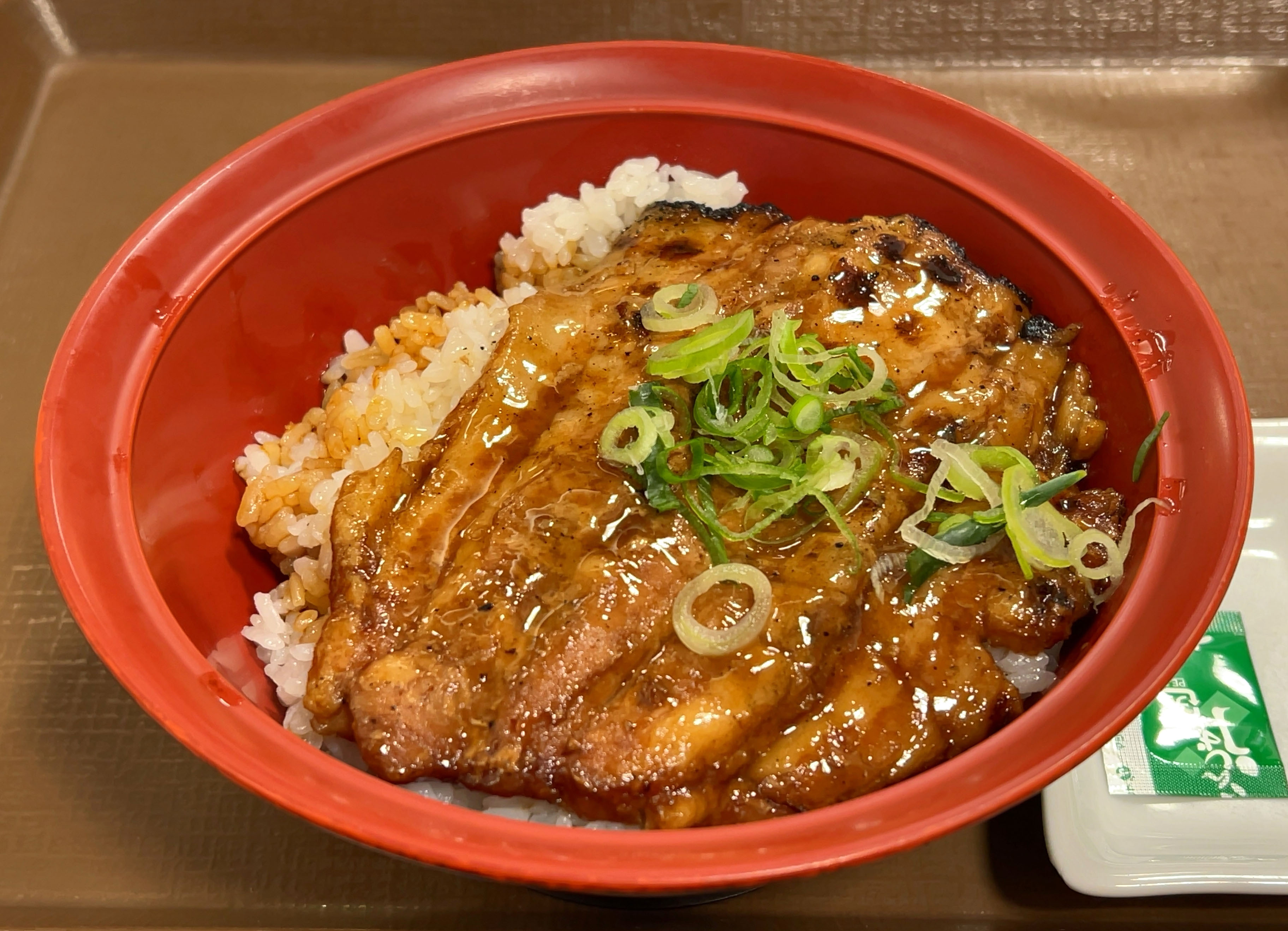
Tondon, ou bol de porc
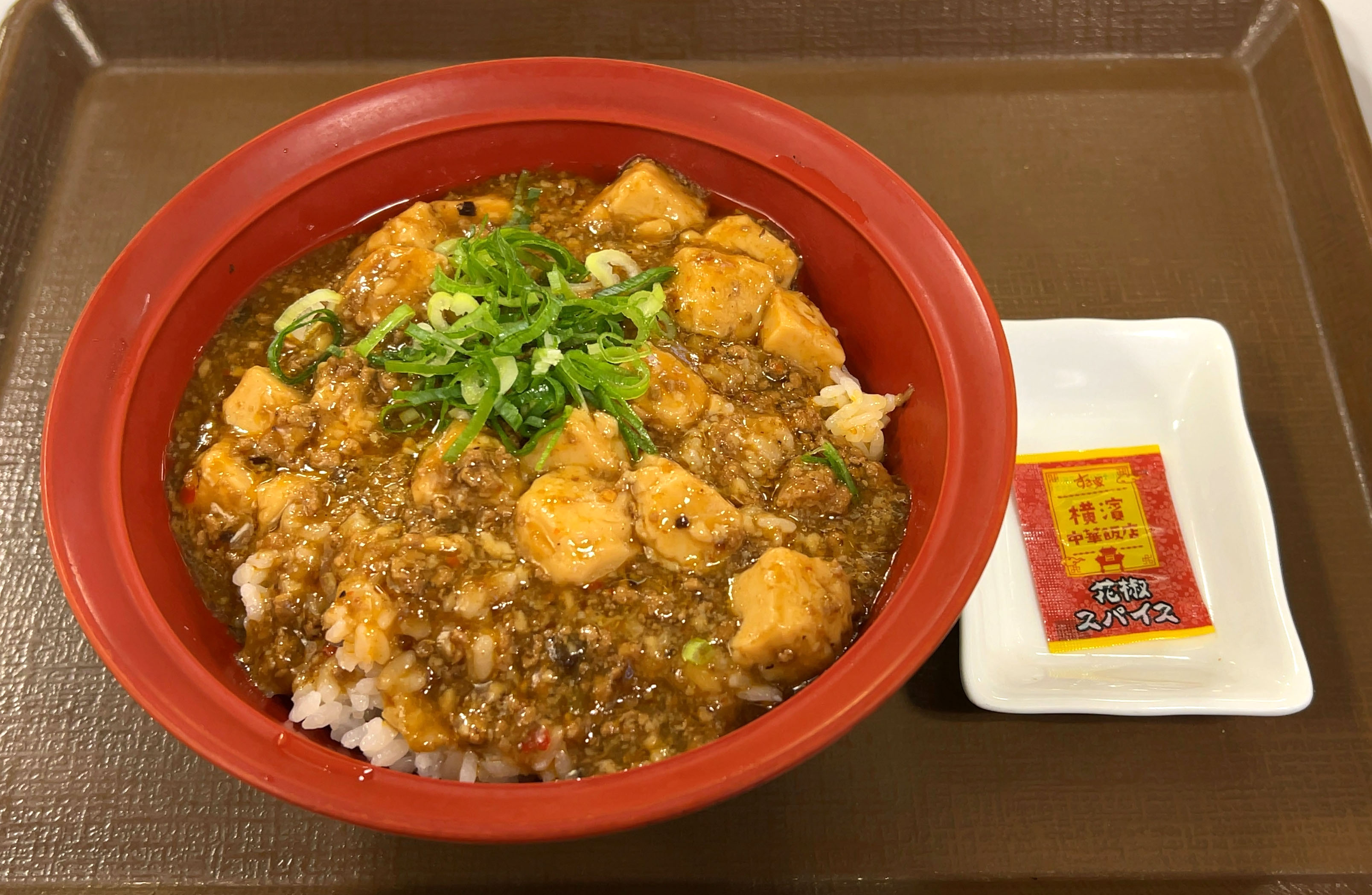
Bol de tofu mapo